# Verbascum praetutianum
Verbascum praetutianum är en flenörtsväxtart som beskrevs av Rupert Huter. Verbascum praetutianum ingår i släktet kungsljus, och familjen flenörtsväxter. Inga underarter finns listade i Catalogue of Life.